# Winchester, Kansas
Winchester är en ort i Jefferson County i Kansas. Vid 2010 års folkräkning hade Winchester 551 invånare.